# Lipowy Dwór
Lipowy Dwór (deutsch Lindenhof) ist ein kleiner Ort in der polnischen Woiwodschaft Ermland-Masuren, der zur Landgemeinde Miłki (Milken) im Powiat Giżycki (Kreis Lötzen) gehört.

## Geographische Lage
Lipowy Dwór liegt in der östlichen Mitte der Woiwodschaft Ermland-Masuren, zwölf Kilometer südöstlich der Kreisstadt Giżycko (Lötzen).

## Geschichte
Das kleine bis 1945 Lindenhof genannte Gutsdorf entstand am 12. August 1857 aus dem früheren Abbau Schacht. Es gehörte zur Gemeinde Lipiensken (1927 bis 1945: Lindenwiese, polnisch Lipińskie) im Kreis Lötzen im Regierungsbezirk Gumbinnen (1905 bis 1945: Regierungsbezirk Allenstein) der preußischen Provinz Ostpreußen. Zugeordnet war Lindenhof dem Standesamt in Milken (Miłki). Im Jahre 1905 zählte das Dorf 69 Einwohner.
1945 kam Lindenhof mit dem gesamten südlichen Ostpreußen in Kriegsfolge zu Polen und erhielt die polnische Ortsbezeichnung „Lipowy Dwór“. Heute ist es in das Schulzenamt (polnisch sołectwo) Lipińskie (Lipiensken/Lindenwiese) eingegliedert und eine Ortschaft im Verbund der Landgemeinde Miłki (Milken) im Powiat Giżycki (Kreis Lötzen), vor 1998 der Woiwodschaft Suwałki, seither der Woiwodschaft Ermland-Masuren zugehörig.

## Religionen
Bis 1945 war Lindenhof in die evangelische Kirche Milken in der Kirchenprovinz Ostpreußen der Kirche der Altpreußischen Union und in die katholische Pfarrkirche St. Bruno Lötzen im Bistum Ermland eingepfarrt.
Heute gehört Lipowy Dwór zur evangelischen Pfarrkirche Giżycko in der Diözese Masuren der Evangelisch-Augsburgischen Kirche in Polen bzw. zur katholischen Pfarrkirche Miłki im Bistum Ełk (Lyck) der Römisch-katholischen Kirche in Polen.

## Persönlichkeiten
- Paul Gratzik (1935–2018), deutscher Schriftsteller

## Verkehr
Lipowy Dwór liegt verkehrsgünstig an der Woiwodschaftsstraße DW 656, die die Stadt Ełk (Lyck) mit Staświny (Staßwinnen, 1938 bis 1945 Eisermühl) unweit der Stadt Giżycko (Lötzen) verbindet.